# 윌 이스티스
윌 에스터스(Will Estes, 영어 발음: /ˈɛstəz/, 1978년 10월 21일 ~ )는 미국의 배우이다.

## 출연 작품

### 영화
- 기적의 활주로 (1990, Miracle Landing)
- The Last Halloween (1991)
- 날아라 삼총사 (1993) - 애니메이션
- 비버리 힐즈에는 살만한 집이 없다 (2000)
- U-571 (2000)
- 미믹 2 (2001)
- 뉴 포트 사우스 (2001)
- 이중 생활 (2001, The Familiar Stranger)
- 메이 (2002)
- The Dive from Clausen's Pier (2005)
- Not Since You (2009)
- Magic Valley (2011)
- Mission Park (2013)
- Anchors (2015)

### 텔레비전
- 풀 하우스 (1987)
- The New Lassie (1989-92)
- SOS 해상 구조대 (1992)
- 제7의 천국 (1999-2000)
- 인 플레인 사이트 (2009)
- 블루 블러드 (2010-24)